# نادي سالزبري سيتي
نادي سالزبري سيتي (بالإنجليزية: Salisbury City F.C.) هو نادي كرة قدم بريطاني تأسس في 1947 ، يقع مقره الرئيسي في ساليسبري، ويلعب في دوري الجنوب الوطني. و يملكه رجُل الاعمال الكويتي علي الحمد الذي يطمح الى بناء مشروع طويل الأمد 

## وصلات خارجية
- الموقع الرسمي